# Церковь Знамения Богородицы (Великий Новгород)
Церковь Знамения Богородицы (Знамения Божией Матери) — несохранившийся православный храм в Великом Новгороде. Стоял на месте ныне существующего Знаменского собора.

## История
Церковь Знамения Богородицы была возведена в 1354 или 1355 году специально для размещения иконы «Богоматерь Знамение» (XII век), которая до этого находилась в церкви Спаса Преображения на Ильине улице. Торжественное перенесение святыни в Знаменскую церковь нашло отражение в древнерусской живописи: оно изображено в верхнем регистре иконы «Битва новгородцев с суздальцами», что позволяет составить представление о внешнем облике утраченного памятника архитектуры.
К концу XVII века церковь обветшала; в 1681 году она была полностью разобрана, после чего на её месте появился Знаменский собор. Следы древнего храма были обнаружены в 1960—1970-х годах в ходе научно-исследовательских работ под руководством архитектора-реставратора Григория Штендера.